# Jonathan Bauman
Jonathan Jesús Bauman (ur. 30 marca 1991 w Sunchales) – argentyński piłkarz występujący na pozycji napastnika, od 2025 roku zawodnik Atlanty.